# Tory
Ein Tory (englisch [ˈtɔːri], Mehrzahl Tories, Mehrzahl deutsch auch Torys) ist ein Unterstützer des Konservatismus im Vereinigten Königreich mit einer positiven Haltung zur britischen Monarchie. Ursprünglich Gegenspieler der liberalen Whigs in Großbritannien, entwickelten sie sich von einer losen Gruppierung (Court Party, zu Deutsch Hofpartei) zur sogenannten Tory Party.

## Geschichte der ursprünglichen Tories
Die Begriffe Tory und Whig kamen 1679 auf, als der spätere König Jakob II. durch die Exclusion Bill von der Thronfolge ausgeschlossen werden sollte, da er Katholik war. Im Gegensatz zu den Whigs wollten die Tories keinen Ausschluss von der Thronfolge, womit sie auch die Meinung des damaligen Königs Karl II. vertraten. Infolge der Glorious Revolution 1688/89 näherten sich die Tories den Whigs etwas an, so dass sie nun auch eine gemäßigtere, konstitutionelle Monarchie anstrebten. Unter Königin Anne traten die Tories zunehmend für die Anglikanische Kirche ein. Da sie sich bei der Frage der Nachfolge von Anne gegen den späteren König Georg I. entschieden, verloren die Tories gegenüber den Whigs an Einfluss. Beide Parteien hörten schließlich auf, als eigenständige Gruppierung zu existieren. Eine neue Tory Party mit William Pitt dem Jüngeren an der Spitze wurde 1783 gegründet.

## Weitere Verwendungen des Begriffes
Heute werden vor allem die Mitglieder der Konservativen Partei des britischen Parlaments bzw. deren Anhänger und Sympathisanten Tories genannt. Auch die Konservativen in Kanada werden gemeinhin als „Tories“ bezeichnet, heute vor allem die Anhänger der Konservativen Partei. Vor und während des Amerikanischen Unabhängigkeitskrieges wurden auch die Anhänger der Monarchie und des Königs von England in den nordamerikanischen Kolonien als „Tories“ oder als Loyalisten bezeichnet.

## Wortherkunft
Die genaue Wortherkunft ist nicht völlig geklärt, vielleicht ist der Name eine Verschleifung des irischen Rufes Tar a rí („Komm, o König“); dies war der Kampfruf der Anhänger („Kavaliere“) König Karls I. von England im Englischen Bürgerkrieg. Wissenschaftliche Quellen leiten das Wort vom mittelirischen Wort tóraidhe, neuirisch tóraí – „Gesetzloser“, „Räuber“, aus dem irischen tóir, „Verfolgung“ her, da Gesetzlose „verfolgte Männer“ waren. Im 17. Jahrhundert war ein Tory ein von englischen Siedlern enteigneter irischer Bauer, der dann raubend umherzog.